# Lauro Trichês
Lauro Trichês é um político brasileiro.
Filho de Abramo Trichês, que foi pedreiro e um dos primeiros a exercer a profissão em Turvo, além de agricultor. Construiu a primeira igreja da cidade (1924) e a Casa das Irmãs (1928).
Pelo Partido de Representação Popular (PRP) candidatou-se duas vezes ao cargo de deputado estadual à Assembleia Legislativa de Santa Catarina. Na 4ª Legislatura (1959-1963) recebeu 556 votos, ficou suplente e não foi convocado. Na 5ª Legislatura (1963-1967), com 757 votos, novamente suplente de seu partido, foi convocado, tomou posse e exerceu a função.